# باشگاه ورزشی واسکو دوگاما
باشگاه ورزشی واسکو دا گاما (به پرتغالی:Club de Regatas Vasco da Gama) که معمولاً با نام واسکو شناخته می‌شود یکی از باشگاه‌های قدیمی شهر ریو دوژانیرو در برزیل است. این باشگاه دارای تیم‌های ورزشی در رشته‌های گوناگون است. این باشگاه در ۲۱ اوت ۱۸۹۸ تأسیس شد. این تیم توسط مهاجران پرتغالی بنیان‌گذاری شده‌‌ و اداره می‌شود و با بیش از ۲۰٫۵ میلیون هوادار یکی از باشگاه‌های محبوب برزیل است.

## افتخارات
- سری آ برزیل (۴): ۱۹۷۴، ۱۹۸۹، ۱۹۹۷، ۲۰۰۰
- جام حذفی فوتبال برزیل (۱): ۲۰۱۱
- قهرمانی کاریوکا (۲۴): 1906, 1923, 1924, 1929, 1934, 1936, 1945, 1947, 1949, 1950, 1952, 1956, 1958, 1970, 1977, 1982, 1987, 1988, 1992, 1993, 1994, 1998, 2003, 2015, 2016
- جام لیبرتادورس (۱): ۱۹۹۸
- جام قهرمانان آمریکای جنوبی (۱): ۱۹۴۸
- کوپا مرکوسور (۱): ۲۰۰۰
- جام اکتوگونال ریواداویا کوریا مایر (۱): ۱۹۵۳
- تورنمنت ریو-سائو پائولو (۳): ۱۹۵۸، ۱۹۶۶، ۱۹۹۹
- جام رامون ده کارانزا (۳): ۱۹۸۷، ۱۹۸۸، ۱۹۸۹
- جام پاریس (۱): ۱۹۵۷
- تورنمنت ژائو هاولانژ (۱): ۱۹۹۳